# كيكانو
كيكانو، (بالإنجليزية: Ceccano)‏، هي بلدة صغيرة و(بلدية) في مقاطعة فروزينوني، لاتسيو، وسط إيطاليا، في الوادي اللاتيني.

## السكان
في سنة 1871 بلغ عدد السكان 7٬044 نسمة، وتطور العدد ليصل في سنة 2011 لـ 23٬098 نسمة.
يظهر هذا المخطط البياني تطور النمو السكاني لـ كيكانو

## توأمة
لكيكانو اتفاقيات توأمة مع كل من:
- Plouzané [الإنجليزية]‏
- كانكون
- أفينيون